# Manuel Márquez Sánchez de Movellán
Manuel Márquez Sánchez de Movellán (Prado del Rey, 2 de febrero de 1902-¿?) fue militar español perteneciente al partido comunista que luchó en la guerra civil española a favor de la República y que alcanzó el mando de numerosas unidades el Ejército Popular de la República. Tras el final de la contienda marchó al exilio, residiendo en la Unión Soviética y en Cuba.

## Biografía
Nació en la localidad gaditana de Prado del Rey el 2 de febrero de 1902. Militar profesional, hizo carrera en el Ejército. En julio de 1936 estaba destinado en el batallón presidencial, en Madrid, con el rango de capitán. Tras el estallido de la Guerra civil, permaneció varios días acuartelado en el Palacio de Oriente, uniéndose con posterioridad a la Comandancia general de Milicias. Participó en la instrucción de las milicias comunistas del Quinto Regimiento durante los primeros días de la guerra. 

### Guerra Civil
A principios de agosto se encuentra al frente de la 1.ª Compañía de «Acero» comunista luchando por el Alto del León. A finales de agosto está al mando del Batallón «Victoria», formado por milicianos del Quinto Regimiento, con el que actúa en la Sierra de Guadarrama. Participa en la acción de Peguerinos, a finales de agosto, en donde las tropas rebeldes africanas son derrotadas por primera vez en la guerra. Ante el avance del Ejército de África por el valle del Tajo, es enviado hacia el 15 de septiembre con su batallón y con parte de la Columna Mangada al sector de Maqueda, al este de Talavera, de donde tiene que retirarse poco después ante el empuje rebelde. A mediados de octubre está al frente de la columna Mangada, la cual defiende el sector al oeste de El Escorial, teniendo su cuartel general en Santa María de la Alameda. Por estas fechas asciende a comandante. 
En diciembre de 1936 se le nombra jefe de la recién creada 19.ª Brigada Mixta. Al frente de esta unidad participa en la Batalla del Jarama, en el sector de Vaciamadrid. A finales de marzo de 1937 pasa a mandar la 18.ª División, siendo sustituido por el comandante Enrique García Moreno en la 19.ª Brigada Mixta. La 18.ª División, perteneciente al II Cuerpo de Ejército, permanecería sin actividad en el frente de Madrid.
A mediados de noviembre de 1937 se le da el mando del VIII Cuerpo de Ejército, en Extremadura. Ascenderá a teniente coronel en mayo de 1938. Tras la Batalla de la bolsa de la Serena (julio de 1938), deja el mando del VIII Cuerpo de Ejército al comandante Julián del Castillo Sánchez, pasando a mandar por unos días el VII Cuerpo de Ejército relevando al teniente coronel Antonio Rúbert de la Iglesia. Cuando Adolfo Prada llega a la jefatura del Ejército de Extremadura en sustitución del anterior Comandante en jefe, Ricardo Burillo, a finales de julio de 1938, una de sus primeras medidas será sustituir a Márquez por el comandante Francisco Gómez Palacios. 
Al quedar sin destino se dirige al frente del Ebro, llegando a ser 2.º jefe del XV Cuerpo de Ejército de Tagüeña y participando en la batalla del Ebro. El 2 de enero de 1939 se hace cargo del XI Cuerpo de Ejército en sustitución de  Francisco Galán, siendo el último jefe de dicha unidad y participando en la campaña de Cataluña. A principios de marzo de 1939 es ascendido a coronel como parte de los ascensos efectuados por Negrín, junto a otros militares como Modesto, Líster o Tagüeña. No obstante, la guerra finaliza unas semanas después y se ve obligado a marchar al exilio.

### Exilio
Se exilió a la Unión Soviética, y allí realizó estudios de Estado Mayor en la Academia Voroshilov, sin llegar a participar en la Segunda Guerra Mundial.
A principios de 1946 salió de la URSS y se traslada a Yugoslavia, en donde es nombrado responsable de los comunistas españoles que han llegado a dicho país. Coincidió aquí con Tagueña, que dijo de él que «no era mala persona, pero no muy inteligente y sobre todo, vacilante e inseguro en todo lo que rozara problemas políticos, característica común de los militares profesionales que las circunstancias habían ligado al movimiento comunista». Su antigua amistad con Enrique Castro Delgado hizo que se mantuviera totalmente fiel a las directrices del partido durante estos años. En 1946 pasó a formar parte del ejército yugoslavo. Pasaría posteriormente a Praga (Checoslovaquia), donde trabajó junto a Teresa Pàmies en Radio Praga.
En el verano de 1961, tras el triunfo de la revolución cubana, se trasladó a Cuba como asesor militar junto a otros antiguos militares republicanos, como el coronel José María Galán Rodríguez, el teniente coronel Francisco Ciutat de Miguel o el vicealmirante Pedro Prado Mendizábal. Durante su estancia en Cuba utilizó el nombre de «Eladio Marina».